# Kitabatake Akiie
Kitabatake Akiie (北畠 顕家?; 1318 – 10 giugno 1338) fu un nobile di corte giapponese e importante sostenitore della Corte del Sud durante le guerre del periodo Nanboku-chō. Detenne il ruolo di comandante in capo della difesa del Nordo e di governatore della provincia di Mutsu. Suo padre fu il consigliere Imperiale Kitabatake Chikafusa..

## Biografia
Nel 1333 Akiie ricevette l'ordine di accompagnare l'ottavo figlio di sei anni dell'imperatore Go-Daigo, il principe Norinaga (o Noriyoshi), a Mutsu, dove quest'ultimo divenne governatore generale di Mutsu e Dewa. Queste due grandi province costituivano gran parte dell'estremità nord-occidentale dell'Honshū, l'area ora nota come Tōhoku.
Nell'aprile del 1333 fu nominato Chinjufu-shōgun, comandante in capo della difesa del Nord. Questa era una posizione detenuta duecento anni prima da Minamoto no Yoshiie. Un certo numero di famiglie formò una lega sotto la sua direzione, sostenendo la Corte del Sud; questi includevano le famiglie di samurai Yūki, Date, Nambu, Sōma e Tamura. 
I Sōma e molti altri daimyō furono tuttavia convinti di cambiare alleanza, unendosi a Ashikaga Takauji.
Tre anni dopo Akiie guidò un esercito nominalmente sotto il comando di Norinaga alla periferia di Kyoto per rinforzare le forze di Nitta Yoshisada contro Takauji. Nitta e Kitabatake furono aiutati dai monaci guerrieri di Enryaku-ji, e il tempio di Mii-dera, i cui monaci sostenevano Takauji, fu bruciato e raso al suolo.
Viaggiando nel Kyūshū Akiie raccolse supporto per la Corte del Sud in assenza di Ashikaga Takauji, uno dei leader più forti della Corte del Nord.
Nel 1337, nonostante l'opposizione nelle province nel nord, ad Akiie fu ordinato dall'Imperatore Go-Daigo di andare in suo aiuto del suo esercito a sud di Kyoto. Akiie condusse lentamente le sue forze a sud, combattendo la Corte del Nord in molte battaglie. Fu sconfitto sul fiume Tone prima di spingersi a sud e occupare Kamakura, la capitale dello shogunato Ashikaga, per farsi poi strada verso Nara, combattendo a Iga e Sekigahara. A Nara, mentre cercava di riposare per riorganizzare le sue forze, fu assalito da Kō no Moronao e riuscì a malapena a fuggire nella provincia di Kawachi. Recuperò e spinse le forze nemiche a Tennōji (vicino all'odierna Osaka), ma alla fine fu sconfitto e ucciso a Izumi nel 1338 all'età di vent'anni. La sua morte è descritta nell'epica Taiheiki e nello Jinnō Shōtōki di suo padre.
Il suo kami è custodito nel Santuario Ryōzen a Date, nella prefettura di Fukushima, che è uno dei quindici santuari della Restaurazione Kemmu.

## Famiglia
- Padre: Kitabatake Chikafusa
- Madre: sconosciuta
- Moglie: Una donna parente di Hino Suketomo (日野資朝), (? - 1341?)
  - Figlio: Kitabatake Akinari (日野資朝), (1335 - 1386/1402) - I suoi discendenti fondarono il clan Namioka
  - Figlia: Moglie di Andō Sadasue (安藤貞季)
  - Figlio: Kitabatake Moroaki? (北畠師顕) - I suoi discendenti fondarono il clan Takioka[4]